# Étienne Le Camus
Étienne Le Camus (ur. 24 września 1632 w Paryżu, zm. 12 września 1707 w Grenoble) – francuski duchowny katolicki, kardynał, biskup Grenoble.

## Życiorys
1 lipca 1671 został wybrany biskupem Grenoble, którym pozostał już do śmierci. 24 sierpnia 1671 w Paryżu przyjął sakrę z rąk biskupa Pierre'a du Cambout de Coislin (współkonsekratorami byli biskupi Hugues de Bar i Jean de Rotundis de Biscaras). 2 września 1686 Innocenty XI wyniósł go do godności kardynalskiej z tytułem prezbitera Santa Maria degli Angeli. Nie brał udziału w konklawe wybierającym Aleksandra VIII. Wziął udział w konklawe wybierających Innocentego XII i Klemensa XI.